# Aups
Aups este o comună în departamentul Vaucluse din sud-estul Franței. În 2009 avea o populație de 2.083 de locuitori.

## Evoluția populației
| An        | 1975  | 1982  | 1990  | 1999  | 2006  | 2009  |
| --------- | ----- | ----- | ----- | ----- | ----- | ----- |
| Populație | 1.500 | 1.652 | 1.796 | 1.903 | 2.029 | 2.083 |